# Skedstör
Skedstör (Polyodon spathula) är en art av släktet Polyodon som finns i Mississippis flodsystem i USA, inklusive angränsande floder.

## Utseende
En avlång, hajliknande fisk med ett skelett som huvudsakligen består av brosk. Käkarna är dock av ben, och den räknas till benfiskarna. Kroppen saknar nästan helt fjäll utom, hos vissa individer, på stjärtfenans övre lob, vid bröstfenornas bas, och på bakkroppens övre del. Dessa fjäll, när de förekommer, är dock mycket små. Munnen sitter på undersidan, och saknar i regel tänder hos vuxna fiskar. När de förekommer, är de mycket små (oftast under 1 mm i längd) och spetsiga. Framför munnen sitter två små skäggtömmar.  Den starkt förlängda, platta överkäken har flera elektroreceptorer med vars hjälp fisken lokaliserar sin föda. Skedstören kan bli upp till 2,5 m lång (hanarna blir längst) och väger mellan 18 och 70 kg. Gälarna har ett stort antal gälräfständer med vars hjälp den silar vattnet efter föda; 550 till 600 på den största gälbågens ytterdel. Kroppen har ofta ett spräckligt mönster och är blågrå till svart på ovansidan, ljusnande till ljusgrått längs siderna och vitt på buken.

## Vanor
Skedstören lever i stora, djupa, långsamma floder, gärna med grumligt vatten. Den kan även förekomma i vattenreservoarer. Födan består av djurplankton, som den filtrerar från vattnet med hjälp av sina många gälräfständer. Arten kan bli tämligen gammal; medan medellivslängden förefaller att vara 20 till 30 år, kan arten som mest uppnå en ålder av 55 år.

### Fortplantning
Arten blir könsmogen vid en ålder av 6 till 7 år för hanar, 10 till 12 för honor. Leken sker mellan slutet av februari och slutet av juni vid en vattentemperatur omkring 10 till 17 °C. Speciellt honorna leker  vanligtvis inte varje år; periodiciteten brukar vara vart 4:e till vart 7:e år. I samband med leken vandrar fiskarna till områden med stark ström över grus- och småstensbotten. Under leken simmar flera hanar efter varje hona och befruktar hennes ägg allteftersom de läggs. Äggen blir klibbiga efter befruktningen och fäster sig vid växter och andra föremål i vattnet, där de kläcks efter ungefär en vecka, beroende på temperaturen.

## Utbredning
Skedstören finns numera endast i Mississippis flodsystem i USA från sydvästra New York och Montana till Louisiana i söder, samt bifloder med utflöde i Mexikanska golfen från Alabama till Texas. Tidigare har förekomsten i USA varit större och omfattat 26 till 27 delstater såväl som Huronsjön och Helensjön i Kanada; den kanadensiska populatinen dog emellertid ut under tidigt 1900-tal. 1994 gjordes ett utsläpp av omkring 1 200 individer från en fiskodling i Georgia i samband med en tropisk orkan. Dessa har sedan spritt sig till Florida.

## Status
IUCN har klassificerat arten som sårbar ("VU", underklassificering "A3de"). Främsta hoten är flodregleringar som dammar, annan habitatförlust och vattenföroreningar, men situationen anses ha förbättrats på senare tid.